# Itum-Kali
Itum-Kali (in russo Иту́м-Кали?; in ceceno: Итон-Кхаьлла) è un villaggio della Russia che si trova nella Repubblica Autonoma della Cecenia. È il centro amministrativo del distretto Itum-Kalinskij.
È situato su entrambe le sponde del fiume Argun, 75 km a sud della città di Groznyj.